# Mesinge Sogn

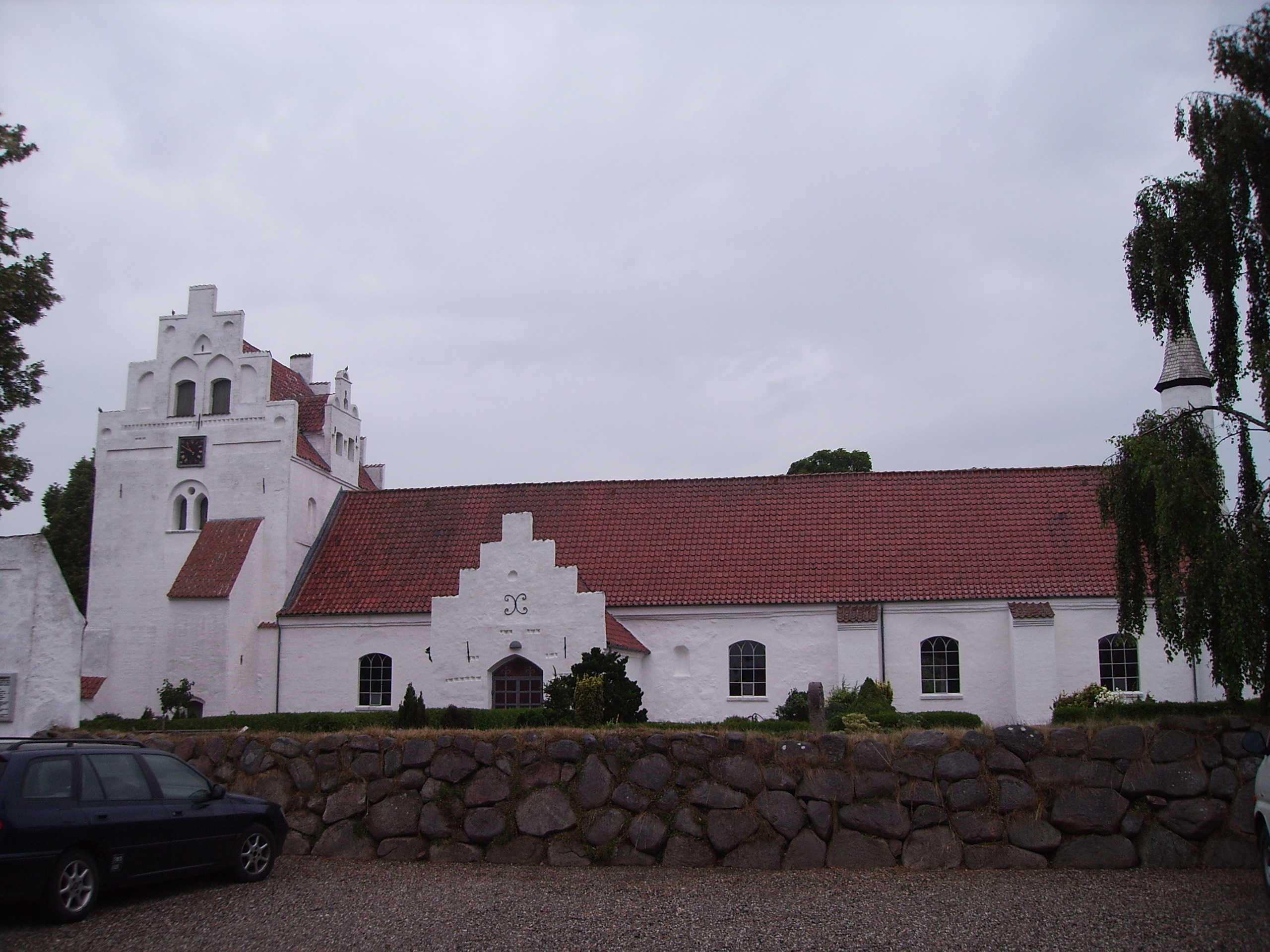
Mesinge Kirke

Mesinge Sogn ist eine Kirchspielsgemeinde (dän.: Sogn)
auf der Halbinsel Hindsholm im äußersten Nordosten der  Insel Fyn (dt.: Fünen)
im südlichen Dänemark. Bis 1970 gehörte sie zur Harde Bjerge Herred im damaligen Odense Amt, danach zur Kerteminde Kommune im
Fyns Amt, die im Zuge der  Kommunalreform zum 1. Januar 2007 in der
„neuen“
Kerteminde Kommune in der Region Syddanmark aufgegangen ist.
Im Kirchspiel leben 862 Einwohner, davon 326 im Kirchdorf (Stand: 1. Januar 2023). Im Kirchspiel liegt die Kirche „Mesinge Kirke“.
Nachbargemeinden sind im Norden Dalby Sogn, im Osten Viby Sogn und im Süden Kerteminde Sogn und Drigstrup Sogn.